# 7BLADES
『7 BLADES』（セブン・ブレイズ）はコナミから2000年12月21日に発売されたPlayStation 2用アクションゲーム。林海象が監督した映画ZIPANG（1990年）の続編に相当する。

## 概要
プレイヤーはゲーム開始時に「極楽丸」「お百合」どちらかのキャラクターを選択する。同じ事件に巻き込まれていくが、それぞれに別の展開が用意されている。両方のキャラをプレイすることで物語の全貌が明らかになるシナリオ構成になっている。

## あらすじ
1640年に長崎・外国人居留地の出島で突如戦争が勃発したことから始まる。時を同じくして、長崎近辺の海域で金色の龍が発見され、それに興味を持った極楽丸一行は出島へと赴く。幕府転覆を目論む宗教団体「黄金教」や、幕府の命により暗躍する「服部半蔵」が率いる忍者軍団を相手に、極楽丸とお百合が戦いを展開する。

## 登場人物
地獄極楽丸 (じごくごくらくまる)
声 - 鈴木千尋
プレイヤーキャラクターの一人。7本の刀を操る賞金首。恋人「お百合」と一緒に流浪の旅をしている。
鉄砲お百合 (てっぽうおゆり)
声 - 吉田古奈美
プレイヤーキャラクターの一人。鉄砲使いの賞金稼ぎ。容姿に見合わず気が強い。
砥ぎ蔵 (とぎぞう)
声 - 斉藤瑞樹
極楽丸の子分で、7種類の刀を持ち運んでいる。砥ぎ師兼刀担ぎ。戦闘では極楽丸が要求する刀を投げ渡すだけでなく、戦況判断も行うサポート役となる。
服部半蔵
声 - 檜山修之
過去に極楽丸たちと小競り合いをしたことから、ライバル的な存在になった。徳川忍群の頭目。
陰陽師
声 - 戸部公爾
黄金教を設立し日本国民の皆殺しを企む。
ヒミカ
声 - 幸田夏穂
廃墟となった長崎・出島で捕らわれていた所を極楽丸に助けられる。極楽丸を慕う騒乱のカギを握っている遊女。
黄金王
黄金教の御神体として崇められている甲冑。

## 主題歌
- 『LOVE WILL SEE US THROUGH』
歌：久保沙耶香

## 小説版
- 7BLADES―地獄極楽丸と鉄砲お百合（作：榊涼介 原案：林海象 イラスト：コナミオフィシャル）
ISBN 978-4840217637
電撃文庫（メディアワークス）より発売。